# Landgraaf (gemeente)

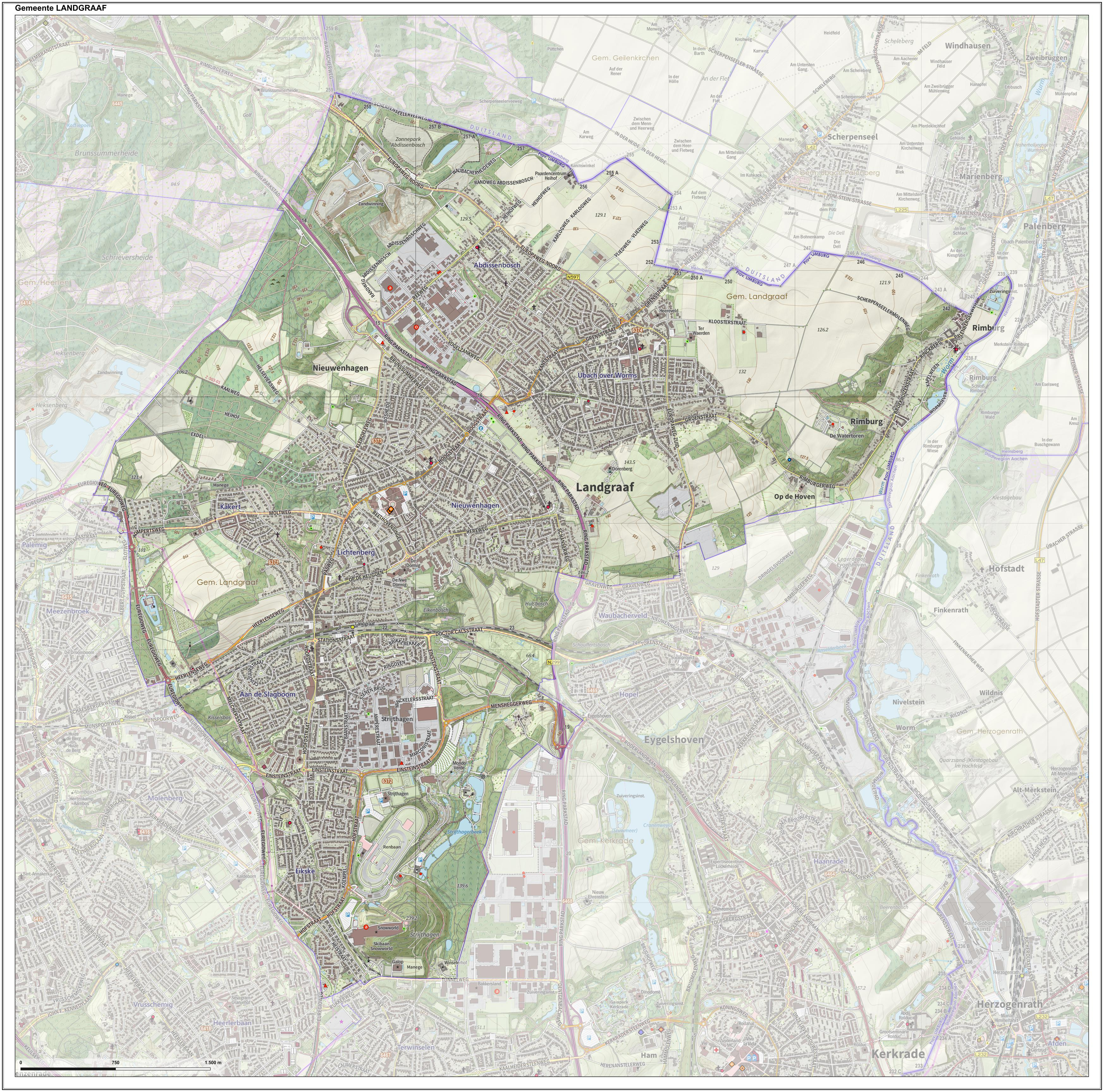
Topografische gemeentekaart van Landgraaf

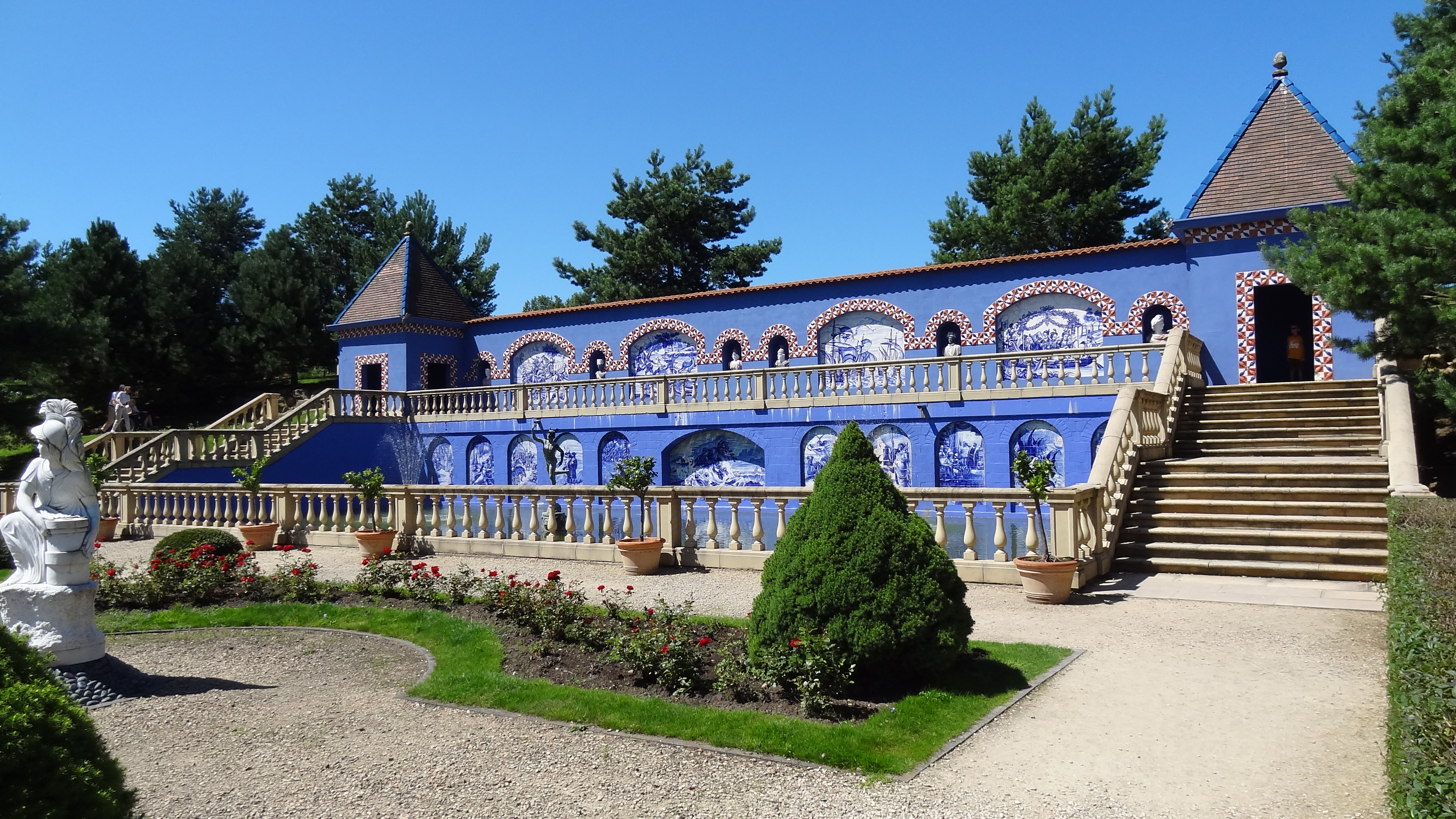
Wereldtuinen Mondo Verde

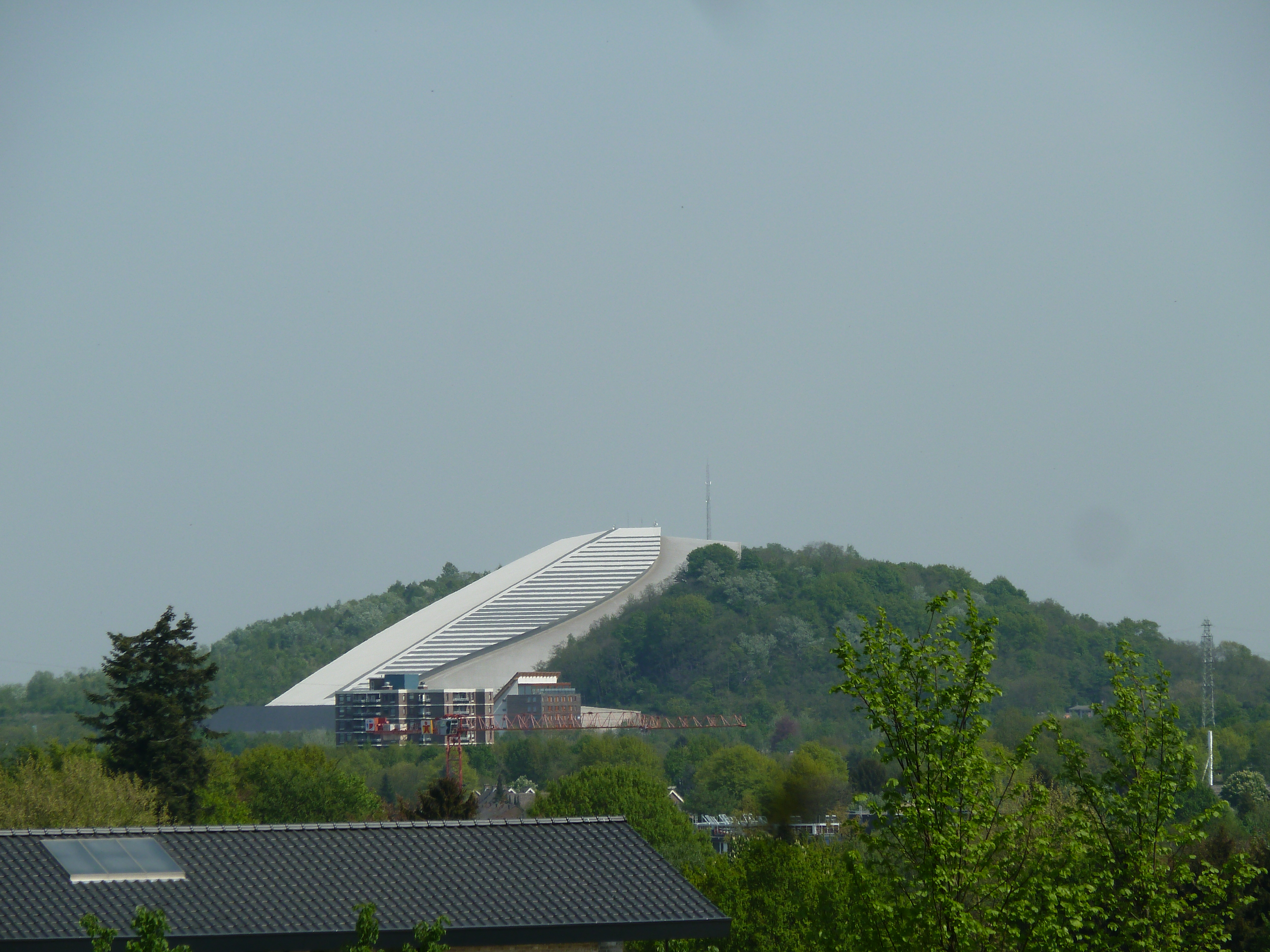
De Wilhelminaberg met SnowWorld Landgraaf

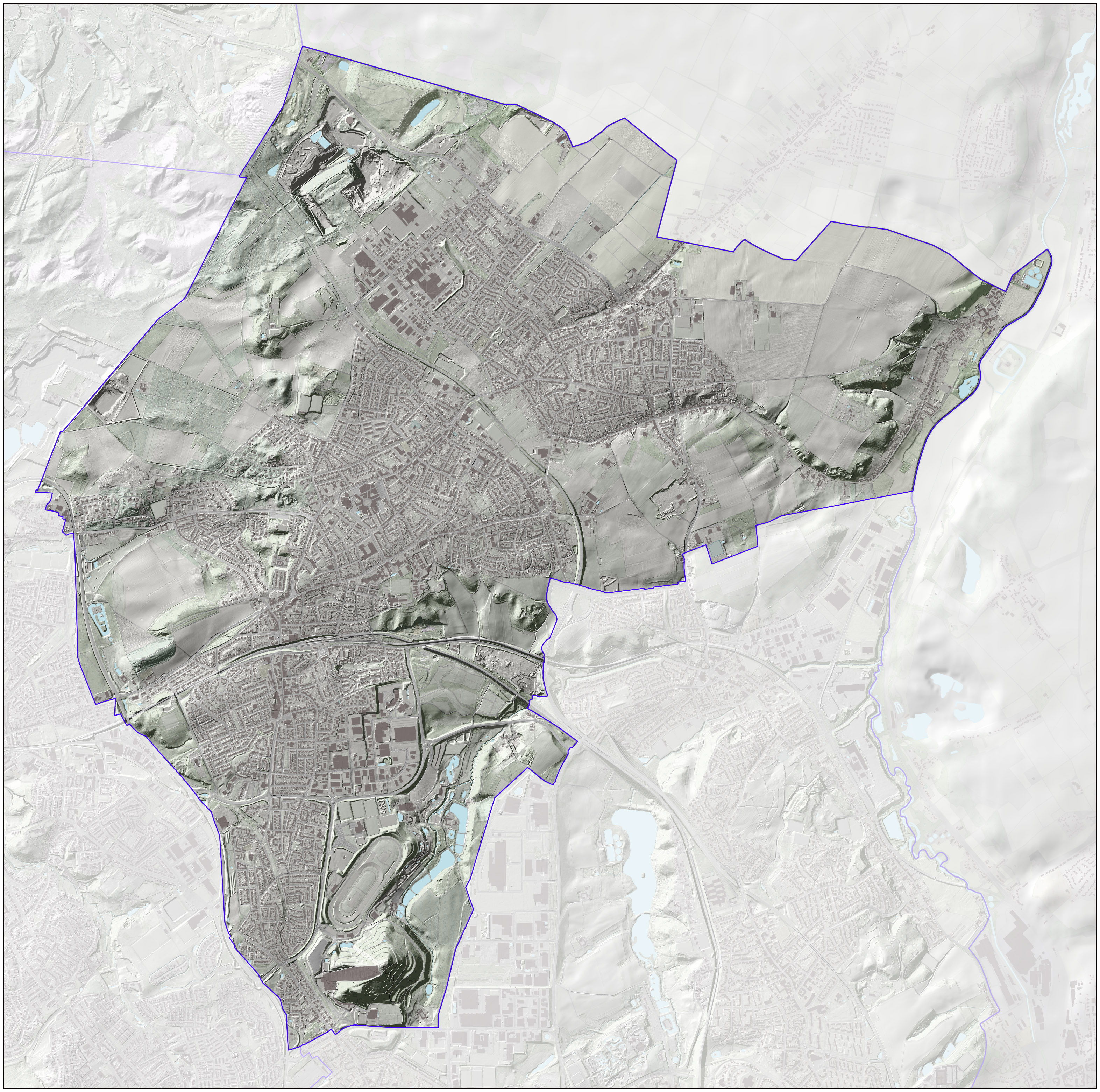
Reliëfbeeld van de gemeente Landgraaf

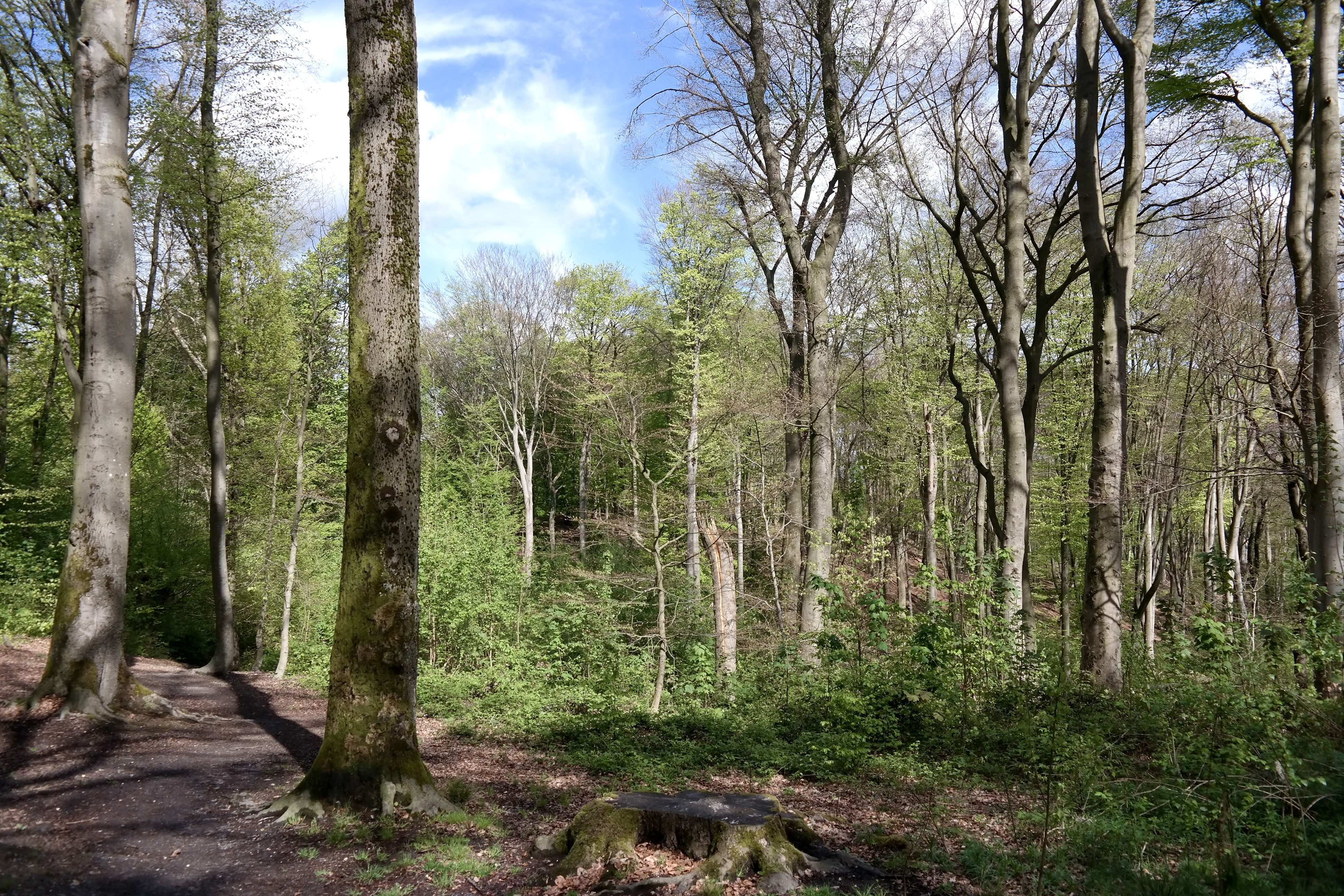
Het Eijkhagenbos in Schaesberg

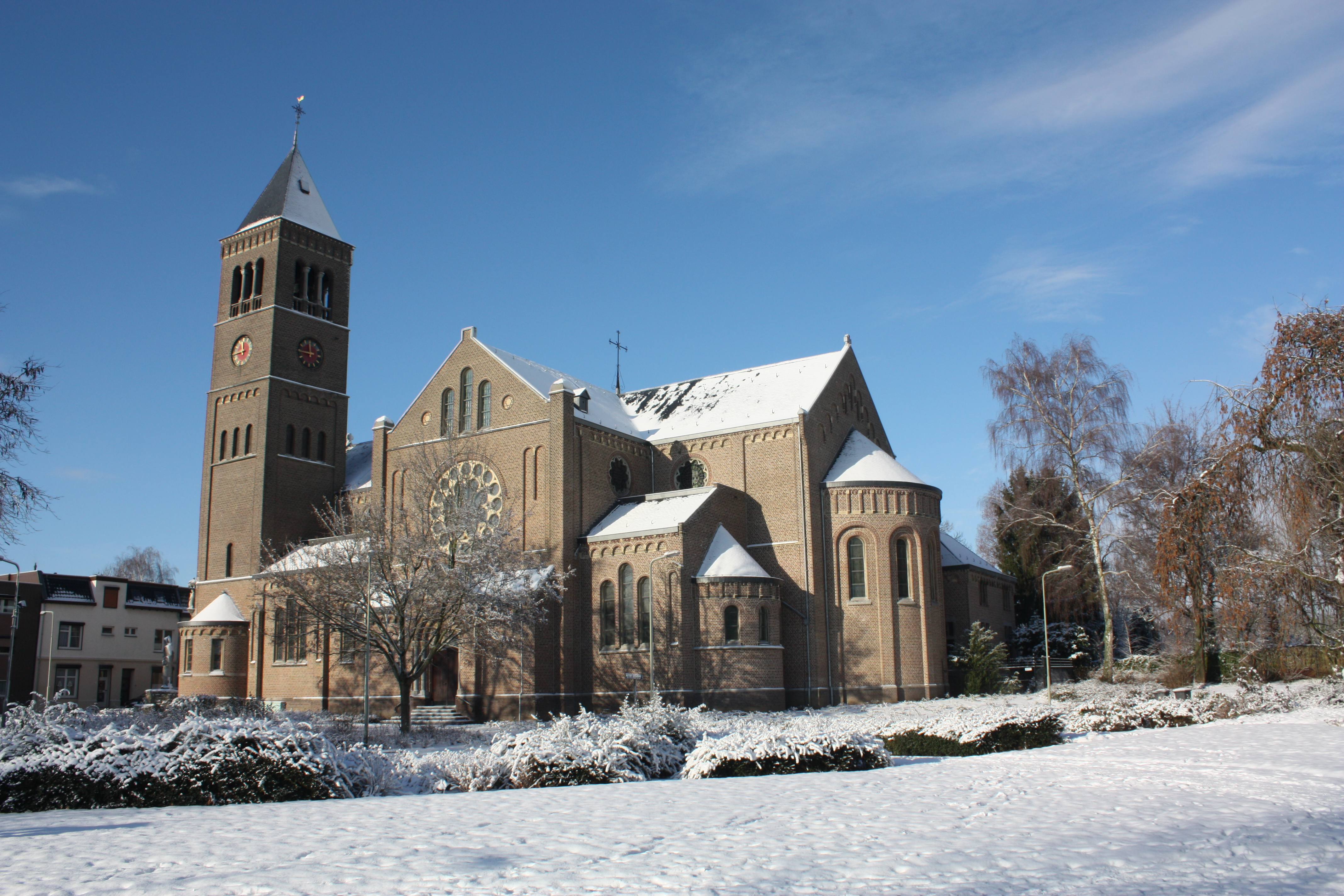
Onze-Lieve-Vrouw Hulp der Christenenkerk (Nieuwenhagen)

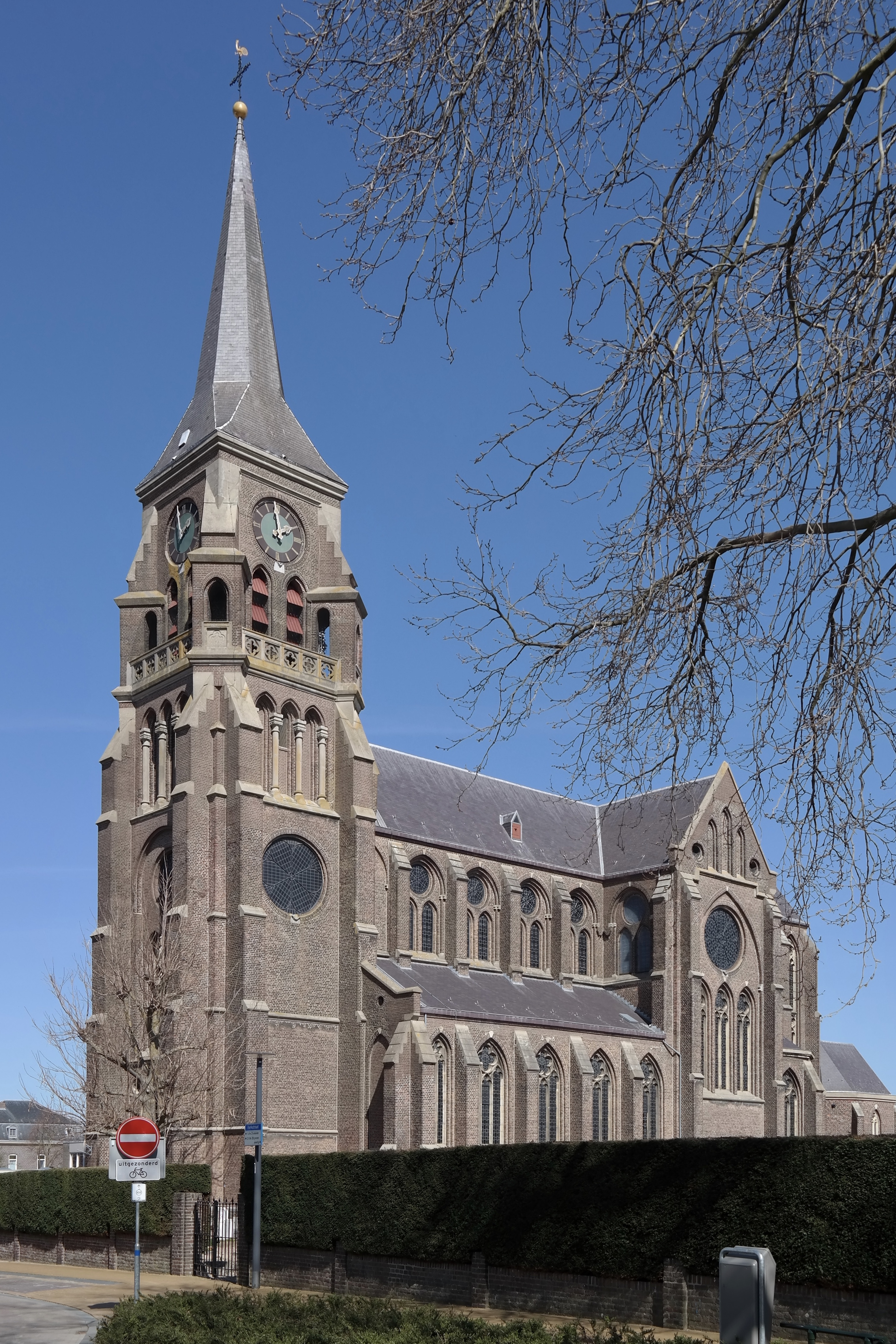
Sint-Jozefkerk (Waubach)

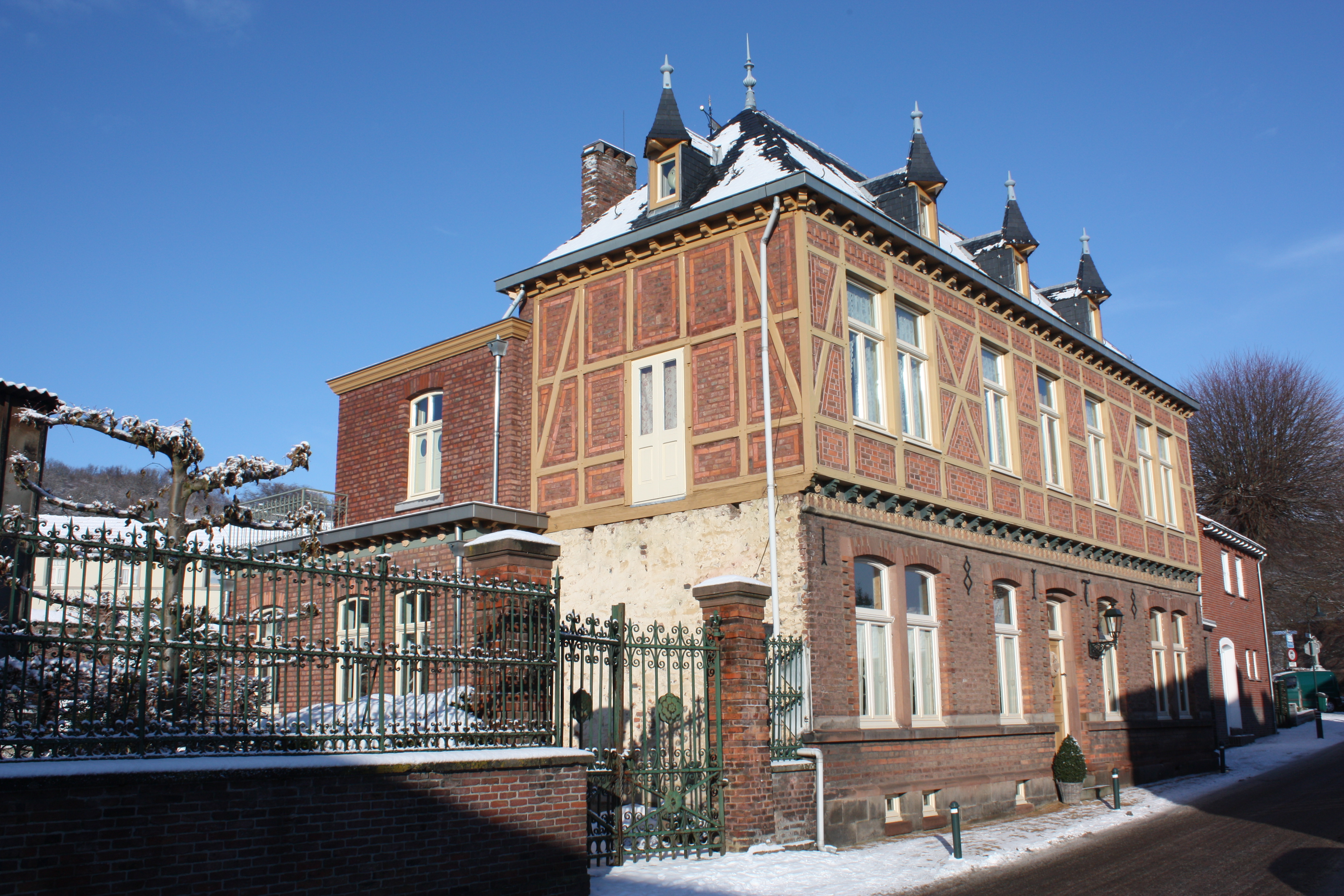
rijksmonument in Rimburg

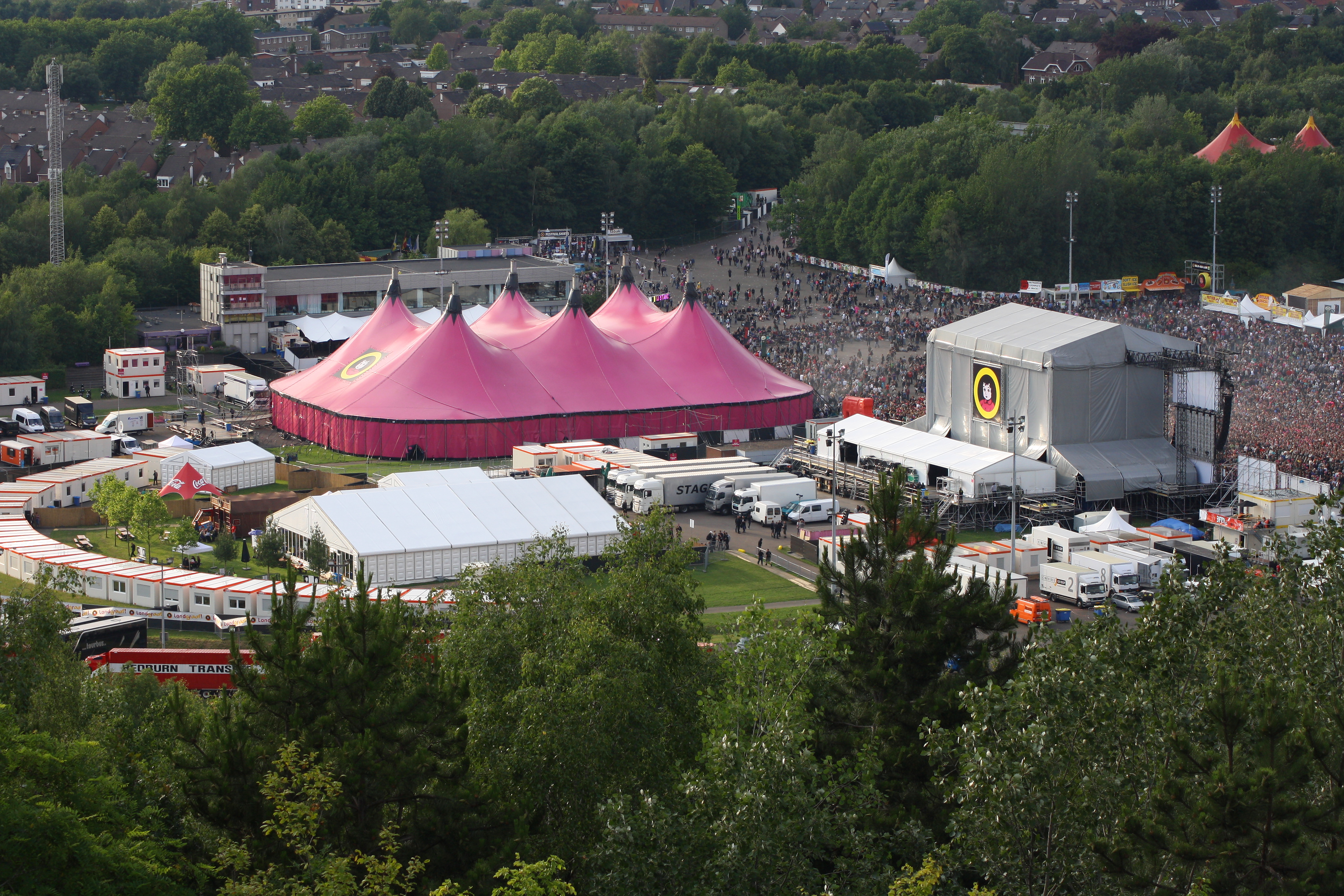
Pinkpop 2011 op Megaland

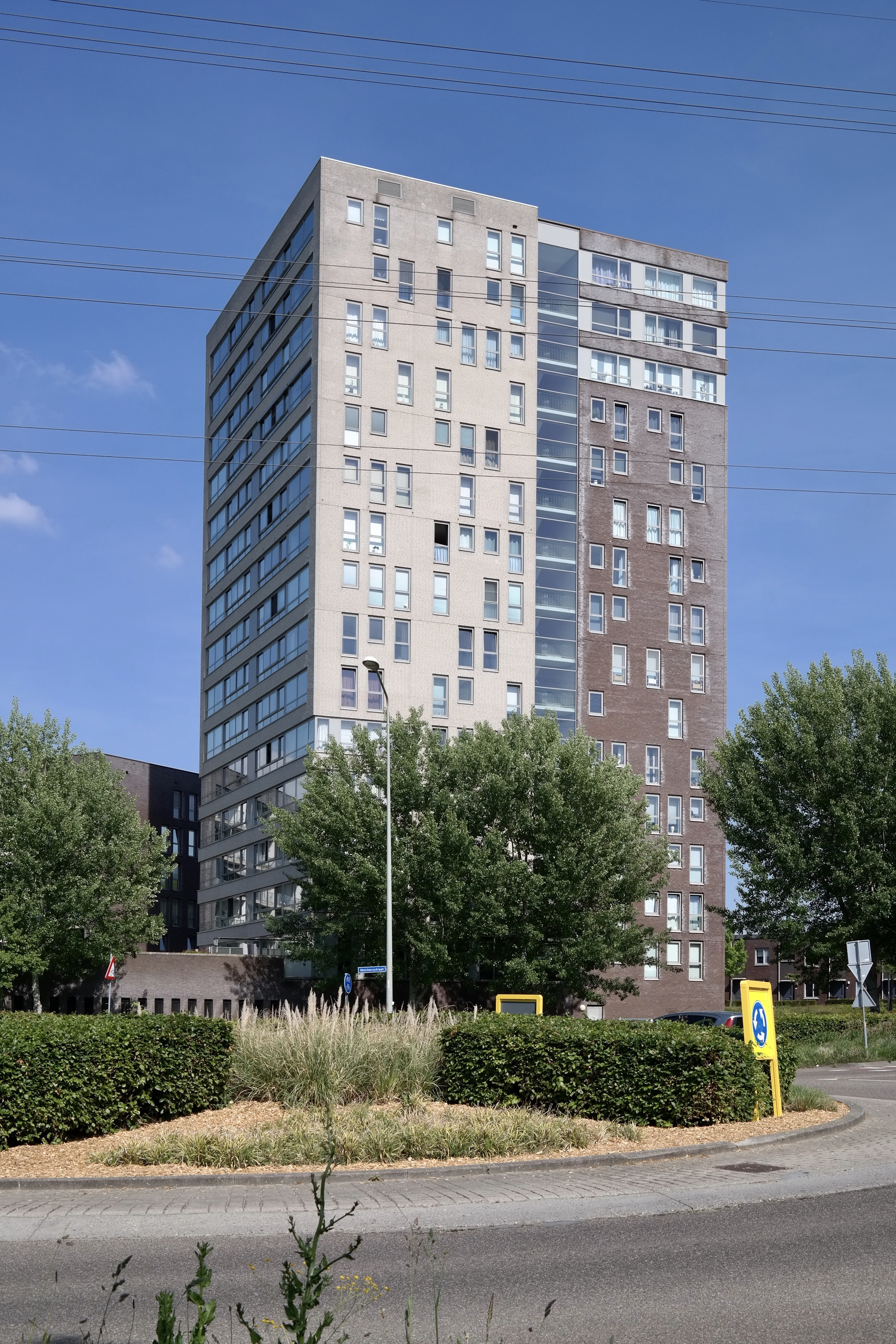
Altitudo, het hoogste woongebouw van Landgraaf

Landgraaf (uitspraakⓘ, Limburgs: Lankgraaf) is een stad en gemeente in het zuiden van Nederlands Limburg. De gemeente telt 37.112 inwoners (22 november 2024, bron: CBS) en heeft een oppervlakte van 24,68 km² (waarvan 0,10 km² water).
Landgraaf is gelegen in de Oostelijke Mijnstreek en de gemeente Landgraaf neemt deel aan het bestuurlijke samenwerkingsverband Parkstad Limburg. De gemeente, waaronder de plaats Landgraaf, ligt grotendeels op het Plateau van Nieuwenhagen, terwijl Rimburg met Broekhuizen in het Wormdal ligt.

## Stadsdelen
De gemeente Landgraaf is in 1982 ontstaan door samenvoeging van de gemeenten Schaesberg, Ubach over Worms en Nieuwenhagen (vroeger ook wel de SUN-gemeenten genoemd). In 1986 is besloten om een nieuwe naam, Landgraaf, als plaatsnaam te gebruiken, omdat de meeste stadsdelen aaneengegroeid waren. Deze ontwikkeling is voortgekomen uit de mijnbouw in de streek die gedurende de 20e eeuw voor een bevolkingsexplosie heeft gezorgd. In tegenstelling tot de buurgemeenten Heerlen en Kerkrade, die een soortgelijke ontwikkeling hebben ondergaan, heeft Landgraaf geen stedelijk karakter gekregen.
Formeel gezien is Landgraaf één stad, maar feitelijk gezien bestaat de gemeente nog uit aparte kernen. Rimburg is het meest oostelijke kerkdorp van de gemeente en heeft het karakter van een klein dorp het meeste weten te behouden. Landgraaf wordt door de gemeente en haar inwoners gezien als stad. Dit gezien het inwoneraantal, voorzieningen en stadsdelen (kernen).
Volgens zowel het CBS als Veldeke-Limburg is d'r Sjeet de Limburgse naam voor Schaesberg en Rimburg voor Rimburg. Daarentegen gebruikt de Landgraafse heemkundevereniging respectievelijk Sjaasberg en Brokkelze. Schaesberg heeft zijn naam gekregen van het Kasteel Schaesberg, zetel van de heerlijkheid van de gelijknamige adellijke familie die in de zeventiende en achttiende eeuw behalve het kasteel met de bijbehorende kasteelboerderij ook de nabijgelegen hoeven In gen Kakert en I gen Leen, de gehuchten Lichtenberg en Palenberg (Palemig) en het straatdorp Scheidt (d'r Sjeet)omvatte.
Rimburg of de Rimborg was het kasteel van de heren Van Rimburg. De heerlijkheid omvatte verschillende gehuchten. Het belangrijkste heette (Onderste-)Broekhuizen of Bruchhausen. Aangrenzend maar in de bank Ubach lag nog Bovenste-Broekhuizen. Broekhuizen/Bruchhausen staat aan de wieg van Brokkelze. Terwijl Veldeke-Limburg de "ao"-klank gebruikt wordt deze in zuidoostelijk Limburg als "oa" weergegeven.
Op de plaatsnaamborden gebruikt de gemeente Landgraaf "Sjaasberg" in plaats van "D'r Sjeet" en "Nuijenhage" en niet "Nuienhage".

### Bestuurlijke indeling
- Landgraaf
  - 'Stadsdeel' Schaesberg
    - Zuid
      - Achter den Winkel
      - Schaesberg Centrum
      - Achter de Haesen
      - Klinkerkwartier
      - Eikske
      - Mijnbuurt
      - Heistraat
      - Gravenrode
        - Oude Hopel

    - Noord
      - De Dormig
      - Lichtenberg
      - De Streep
      - Leenhof
      - Kakert

  - 'Stadsdeel' Nieuwenhagen
    - Nieuwenhagen
      - Op de Kamp
      - Hoefveld
      - Oud Nieuwenhagen
      - Nieuwenhagerheide
      - Exdel

  - 'Stadsdeel' Ubach over Worms
    - Waubach
      - Waubach
      - Lauradorp

    - Abdissenbosch
      - Parkheide
      - Namiddagsche Driessen
      - Abdissenbosch

    - Rimburg
    - Groenstraat

## Naam
De gemeente Landgraaf dankt haar naam aan een kilometers lange kunstmatige aarden wal die deels op het grondgebied van de gemeente gelegen is. Oorsprong en doel van de omwalling, die behalve landgraaf ook landweer genoemd wordt, is nog steeds een mysterie. Volgens de een stamt hij uit de prehistorie en verwijst naar de grote urnenvelden die men in de 19de eeuw op de Brunssummerheide gevonden heeft. De ander dateert de landgraaf in de laatste eeuwen van de Middeleeuwen en verwijst naar gelijksoortige omwallingen die in die tijd in het hertogdom Gulik en rond het Rijk van Aken opgeworpen zijn. De urnenvelden zijn grotendeels geplunderd om de vondsten o.a. in Aken te gelde te maken, waardoor veel kostbaarheden, maar ook kennis, verloren zijn gegaan. Aan de oorsprong wordt ook gememoreerd door de straatnaam Oude Landgraaf in de kern Nieuwenhagen.

## Samenwerking
De gemeente Landgraaf maakt deel uit van het samenwerkingsverband (plusregio) Parkstad Limburg, samen met de gemeentes Heerlen, Beekdaelen, Kerkrade, Brunssum, Simpelveld en Voerendaal (de voormalige Oostelijke Mijnstreek).
In oktober 2017 heeft de ministerraad een voorlopig besluit genomen - op grond van een herindelingsadvies van de provincie Limburg - tot fusie van de gemeenten Heerlen en Landgraaf per 1 januari 2019. Na een negatief advies van de Raad van State werd op 8 december 2017 besloten deze procedure te beëindigen.

## Natuur
In Landgraaf is het Strijthagerbeekdal met de Strijthagerbeek gelegen. In dit dal ligt het gelijknamige gevarieerde natuurgebied Strijthagerbeekdal dat in beheer is bij Natuurmonumenten. Daarnaast grenst de gemeente wat betreft de kernen Nieuwenhagen en Schaesberg aan de Brunssumerheide, waarvan het in Landgraaf gelegen bos door de lokale bevolking als onderdeel wordt gezien. Aan de overzijde van de buitenring ligt de Brandenberg en grenst de gemeente tevens aan de Duitse Teverener Heide welke via Ubach over Worms direct te bereiken is. Deze drie gebieden zijn onderdeel van het grensoverschrijdende Heidenatuurpark. Het kerkdorp Rimburg is pittoresk gelegen in het Wormdal tussen het Rimburgerbos en de rivier de Worm waarvan het stroomgebied als een beschermde natuurzone wordt gezien. Aan de westzijde van de gemeente ligt de Leenderberg met het Kapellerbos.

## Mijnbouw
De mijnbouw, die na 1890 opkwam, zorgde voor ingrijpende veranderingen zoals grootschalige industrie en een enorme groei van de bevolking. In Schaesberg was van 1904 tot 1971 de particuliere mijn Oranje-Nassau II gevestigd.

## Religie
In de gemeente liggen verschillende kerken, waarvan een deel rijksmonument is:
- Sint-Bernadettekerk in Abdissenbosch
- Sint-Michaëlkerk in Eikske
- Sint-Barbarakerk in Kakert
- Sint-Theresiakerk in Lauradorp
- Onze-Lieve-Vrouw-van-de-berg-Karmelkerk in Leenhof
- Onze-Lieve-Vrouw Hulp der Christenenkerk in Nieuwenhagen
- Sjpaans Kentje in Nieuwenhagen
- Heilig Hart van Jezuskerk in Nieuwenhagerheide
- Drievuldigheidskerk in Rimburg
- De Ark in Schaesberg
- Heilige Familiekerk in Nieuwenhagen
- Sint-Petrus en Pauluskerk in Schaesberg
- Sint-Jozefkerk in Waubach/Ubach over Worms
- Oude parochiekerk Waubach in Waubach/Ubach over Worms

Verder zijn er enkele kapelletjes, waaronder de Leenderkapel (Kapel Oonze-Lieve-Vrouw van de Berg Carmel) in Leenhof.

## Monumenten
De gemeente Landgraaf telt een drietal beschermde stads- en dorpsgezichten:
- Rijksbeschermd gezicht Heerlen-Landgraaf - Leenhof-Schaesberg
- Rijksbeschermd gezicht Landgraaf - Lauradorp
- Rijksbeschermd gezicht Rimburg

In de gemeente bevinden zich een groot aantal rijksmonumenten en enkele oorlogsmonumenten, zie:
- Lijst van rijksmonumenten in Landgraaf (gemeente)
- Lijst van rijksmonumenten in Landgraaf (plaats)
- Lijst van oorlogsmonumenten in Landgraaf

## Evenementen
Landgraaf heeft vooral naam gemaakt als de plek waar het jaarlijkse popfestival Pinkpop georganiseerd wordt, dit gebeurt op het evenemententerrein Megaland. Tevens vinden op hetzelfde terrein jaarlijks nog vele andere evenementen plaats en worden er concerten gegeven, in het verleden onder meer door de Rolling Stones en Bon Jovi. Bij de in Landgraaf gelegen Oefenbunker vindt jaarlijks het evenement Bunkerpop plaats als stimulans en podium voor jonge popmuzikanten. Al meer dan 20 jaar organiseert zorglocatie Op de Bies het evenement Biespop om mensen mét en zonder beperking samen te brengen bij een evenement. 
Landgraaf heeft de beschikking over 's werelds grootste binnenskipiste SnowWorld, waar het hele jaar door geskied en gesnowboard kan worden, en themapark Mondo Verde, gesitueerd rond het Kasteel Strijthagen. Daarnaast werkt de gemeente aan de wederopbouw van het ooit afgebroken Slot Schaesberg en vinden op die locatie activiteiten plaats. 

## Politiek

### Gemeenteraad
De gemeenteraad van Landgraaf bestaat vanaf 2006 uit 25 zetels. Hieronder de behaalde zetels per partij bij de gemeenteraadsverkiezingen sinds 2002:
| Gemeenteraadszetels            | Gemeenteraadszetels | Gemeenteraadszetels | Gemeenteraadszetels | Gemeenteraadszetels | Gemeenteraadszetels | Gemeenteraadszetels |
| Partij                         | 2002                | 2006                | 2010                | 2014                | 2018                | 2022                |
| ------------------------------ | ------------------- | ------------------- | ------------------- | ------------------- | ------------------- | ------------------- |
| GBBL Ubach over Worms          | 4                   | 6                   | 6                   | 5                   | 5                   | 4                   |
| GBBL Schaesberg                | 2                   | 1                   | 3                   | 3                   | 4                   | 4                   |
| CDA                            | 7                   | 4                   | 3                   | 3                   | 3                   | 4(4)*               |
| GBBL Nieuwenhagen              | 2                   | 2                   | 3                   | 3                   | 4                   | 3                   |
| PVV                            | -                   | -                   | -                   | -                   | -                   | 3                   |
| SP                             | 2                   | 2                   | 2                   | 4                   | 2(1)*               | 2                   |
| Ouderen Partij Landgraaf (OPL) | -                   | -                   | -                   | -                   | 2                   | 2(1)*               |
| PvdA                           | 2                   | 6                   | 5                   | 4(3)*               | 2                   | 1                   |
| VVD                            | 2                   | 2                   | 1                   | 1                   | 1                   | 1                   |
| GroenLinks                     | 1                   | 1                   | 1                   | 1                   | 1                   | 1                   |
| éénLandgraaf                   | -                   | -                   | -                   | -                   | -                   | (1)*                |
| D66                            | 2                   | -                   | -                   | -                   | 0                   | -                   |
| Progressief Landgraaf          | 1                   | 1                   | -                   | -                   | -                   | -                   |
| Vrouwenappèl Landgraaf         | 2                   | -                   | -                   | -                   | -                   | -                   |
| Lijst Wiel Heinrichs (LWH)     | -                   | -                   | -                   | -                   | 1                   | -                   |
| Trots op Nederland             | -                   | -                   | 1                   | -                   | -                   | -                   |
| OPA                            | -                   | -                   | -                   | 1                   | -                   | -                   |
| 1Parkstad.nl                   | -                   | -                   | -                   | 0                   | -                   | -                   |
| Democraten Landgraaf           | -                   | -                   | -                   | 0                   | -                   | -                   |
| Pro Landgraaf                  | -                   | -                   | -                   | (1)*                | -                   | -                   |
| De Progressieven               | -                   | -                   | -                   | -                   | (1)*                | -                   |
| Totaal                         | 27                  | 25                  | 25                  | 25                  | 25                  | 25                  |

- Pro Landgraaf ontstond in 2016 als afsplitsing van de PvdA
- De Progressieven ontstond in 2020 als afsplitsing van de SP
- éénLandgraaf ontstond in 2022 nadat Marlies Dreissen uit de CDA fractie was gezet[1]
- Raadslid Theo van de Wetering van OPL stapte over naar het CDA in 2024[2]

### Wethouders
In 2010 leverde GBBL (Gezamenlijke BurgerBelangen Landgraaf) 3 wethouders, en PvdA en VVD beide 1 wethouder.
In 2014 werd met zes partijen een coalitie gevormd. Deze bestond uit PvdA, SP, CDA, GroenLinks, VVD en Ouderen Politiek Actief (OPA), de eerste vijf genoemde partijen leverden elk één wethouder. De coalitie beschikte over 14 van de 25 raadszetels. GBBL vormde met 11 zetels de oppositie.
In 2017 kwam de zittende coalitie ten val vanwege onenigheid over voorgenomen herindelingsplannen met Heerlen. De wethouders van PvdA, SP, GroenLinks en VVD traden af nadat een raadsmeerderheid een motie van wantrouwen aannamen. De nieuwe coalitie, die bestond uit GBBL, CDA en Pro Landgraaf, bezette 15 van de 25 raadszetels. GBBL leverde drie wethouders, het CDA twee.
In 2018 behaalde GBBL een absolute meerderheid, de drie lijsten van deze partij verkregen 13 van de 25 raadszetels. Er werd een coalitie gevormd samen met het CDA (drie zetels) en LWH (een zetel). GBBL levert drie wethouders, het CDA twee.
Na de verkiezingen van 2022 werd een coalitie gevormd tussen GBBL het CDA en de OPL, waarbij GBBL 3 wethouders leverde en het CDA 2. OPL stapte in oktober 2024 uit de coalitie.

## Partnersteden
- Übach-Palenberg, Duitsland (Übach-Palenberg is de Duitse grensgemeente)
- Andrychow, Polen

## Aangrenzende gemeenten
| Aangrenzende gemeenten | Aangrenzende gemeenten | Aangrenzende gemeenten | Aangrenzende gemeenten | Aangrenzende gemeenten |
| ---------------------- | ---------------------- | ---------------------- | ---------------------- | ---------------------- |
| Brunssum               |                        |                        |                        | Übach-Palenberg (D)    |
|                        |                        |                        |                        |                        |
| Heerlen                | Herzogenrath (D)       |                        |                        |                        |
|                        |                        |                        |                        |                        |
|                        |                        |                        |                        | Kerkrade               |

## Trivia
De uit Hoensbroek afkomstige A. Daniels was in de laatste decennia van de 18de eeuw pastoor in Schaesberg-Scheidt. Onder het pseudoniem Sleinada schreef hij smaadschriften tegen de bokkenrijders, die in de 18de eeuw in Zuid-Limburg en het aangrenzende buitenland hun sporen trokken. In de kern Schaesberg is er zowel een straat naar de schrijver Sleinada als naar pastoor Daniels vernoemd. Een zeldzaam fenomeen dat er in een en dezelfde plaats twee straten naar dezelfde persoon vernoemd zijn.

## Geboren in Landgraaf
- 1875, Frans Erens, Nederlands dichter en schrijver (geboren in voormalige gemeente Schaesberg, gestorven in 1935)
- 1920, Ger Lataster, Nederlands kunstenaar (geboren in de voormalige gemeente Schaesberg)
- 1984, Bart Voncken, Nederlands zanger, o.a. bekend van XYP
- 1995, Jordi Baur, Nederlands voetballer (Fortuna Sittard en MVV Maastricht)
- 2002, Minke Bisschops, Nederlands atlete